# Districtul Relizane
Relizane este un district din provincia Relizane, Algeria.